# داریون (رود)
داریون، دارایگان، داریوش یا دارا رودخانه‌ای تاریخی است در شوشتر که از رود شطیط جدا می‌شود و دوباره به آن ملحق می‌گردد. این رود در زمان داریوش هخامنشی حفر شده است. این رود که بخشی از خندق تاریخی شوشتر محسوب می‌شود، به همراه ۱۲ اثر تاریخی دیگر شوشتر به صورت یکجا در نشست سالانه کمیته میراث جهانی یونسکو در ۲۶ ژوئن ۲۰۰۹ (۵ تیرماه ۱۳۸۸) در شهر سویل اسپانیا، با احراز معیارهای ۱، ۲ و ۵ با عنوان سیستم آبی تاریخی شوشتر به عنوان دهمین اثر ایران در فهرست میراث جهانی یونسکو با شماره ۱۳۱۵ به ثبت رسید.
در نوشته تاریخی رویدادنامه خوزستان، نام این رود در زبان سریانی دارایگان نوشته شده و ساخت آن به داریوش‌شاه نسبت داده شده است. 
مولف تحفة العالم می‌نویسد:
در حوالی شهر باغ و بوستان نبود و رودخانه از حوالی شهر تخمیناً نیم فرسخ دور بود و مردم قری و قوافل به کشتی از رودخانه عبور می‌نمودند و به این سبب زحمت بسیاری کشیدند تا این که دارای اکبر نهر داریان را ابتدا نموده فرصت اتمام نیافت و دارا بن دارا به اتمام آن کوشید و آب از میان شهر و صحرای گرگر جاری ساخت و این قبل از اسکندر ذوالقرنین بود.
سر دهانه نهر داریون در زیر قلعه سلاسل قرار دارد و توسط میراب‌ها از همین قلعه کنترل می‌شده است. وظیفه این رود، آبیاری دشت میاناب شوشتر است. در سالهای اخیر وزارت نیروی ایران دیواره‌های این رود تاریخی را با بتن پوشانده است.

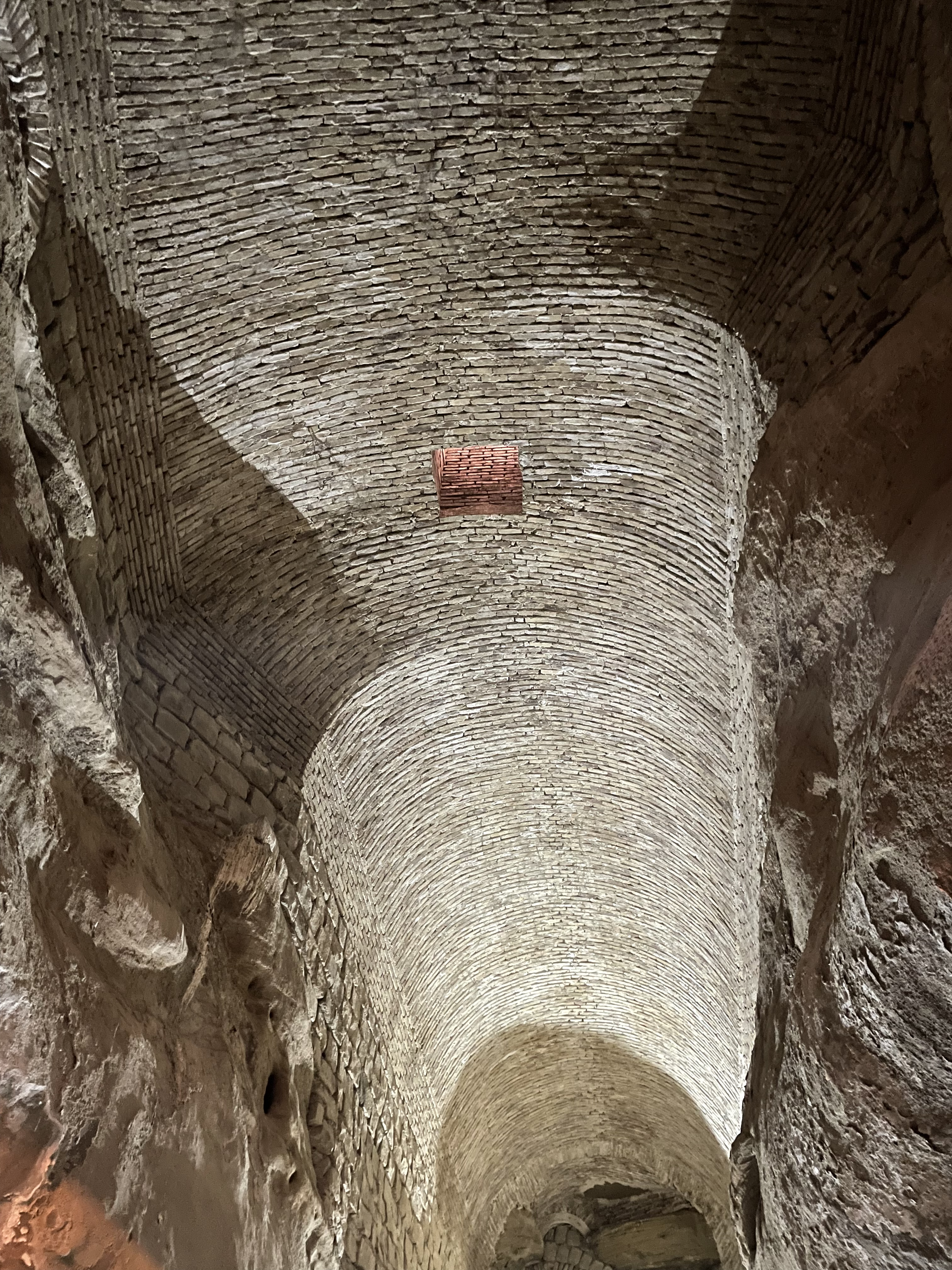
آجر کاری سقف تونل در ابتدای نهر داریون واقع در بخش زیرین قلعه سلاسل

## تغییر و تخریب
این میراث جهانی از تخریب و تغییرات غیر اصولی در امان نمانده است. بخش بزرگی از این کانال باستانی در ابتدای دهه ۸۰ خورشیدی با بتن پوشانده شده و شمایل باستانی خود را از دست داده است. همچنین بخشی از آبراهه باستانی داریون که در زیر قلعه سلاسل جریان داشته توسط وزارت نیرو لوله گذاری شده و سپس با بتن پوشانده شده و در کنار دهانه ورودی آن پمپ نصب شده است.

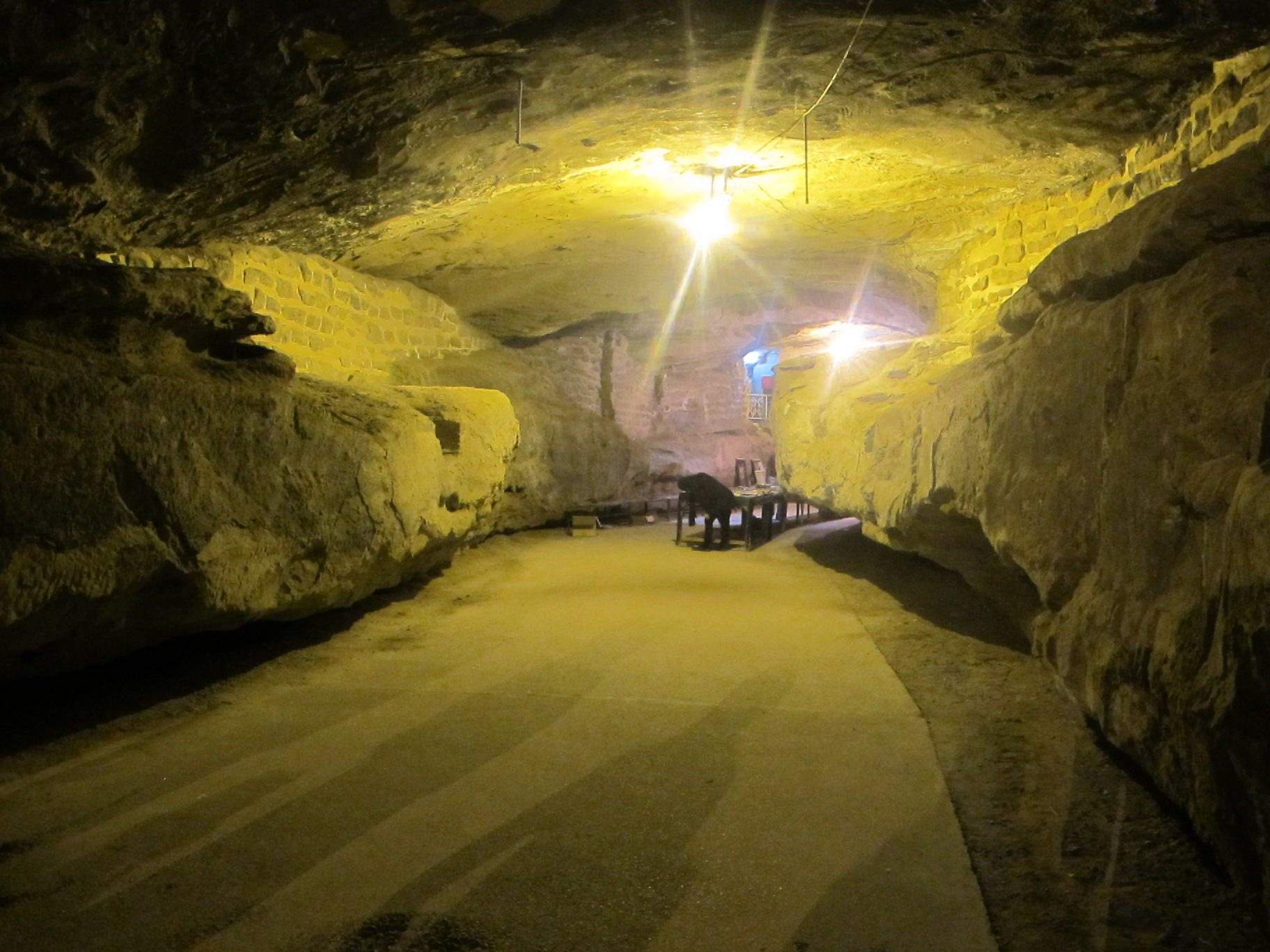
بخشی از تونل ورودی نهر داریون در زیر قلعه سلاسل که در اقدامی تخریبی لوله گذاری شده و توسط بتن پوشانده شده است

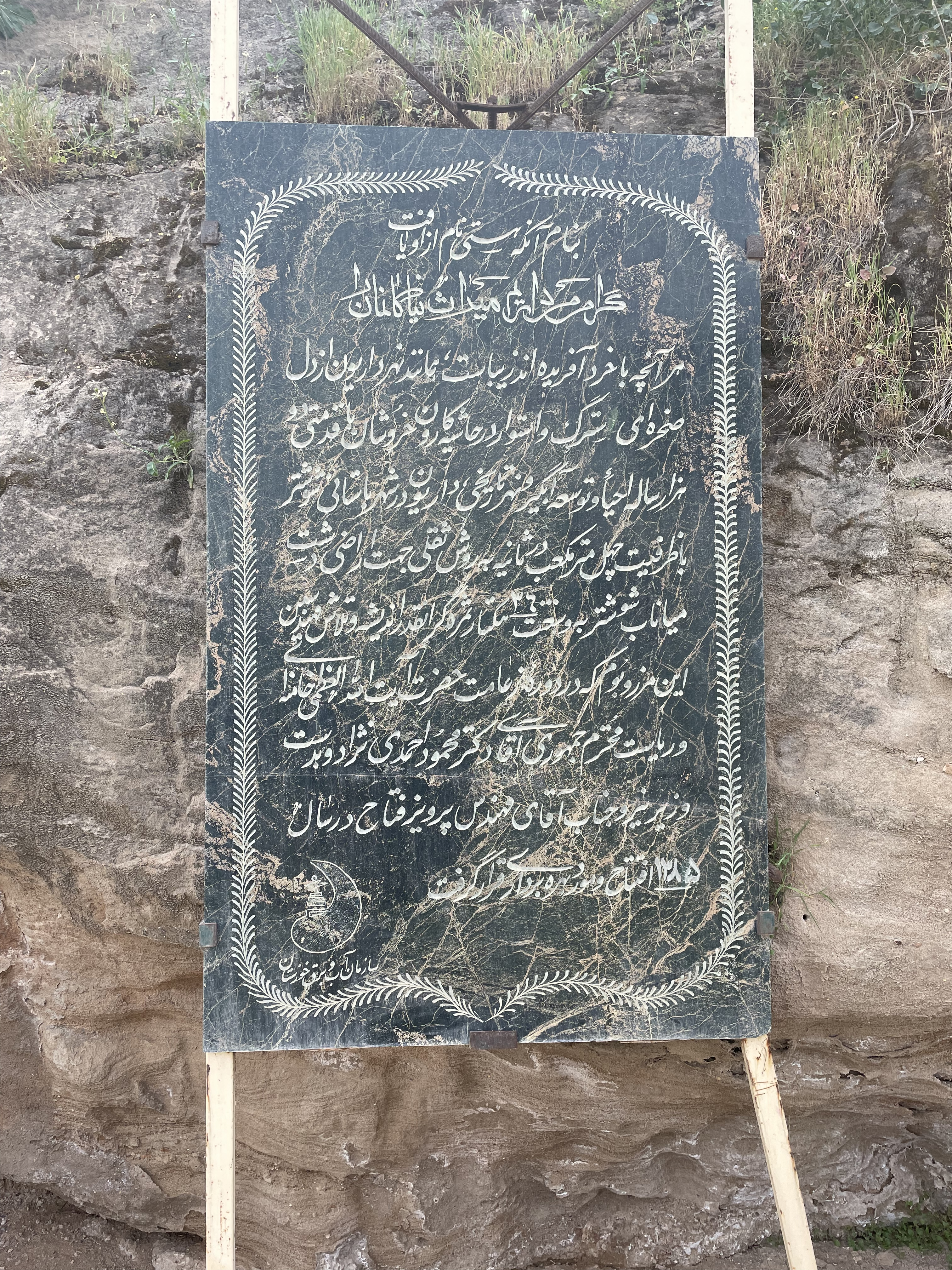
تابلونوشته‌ احیای نهر داریون که تاریخ تغییر و تخریب این اثر باستانی را نشان می‌دهد